# Karl-Göran Mäler
Karl-Göran Markus Mäler, född 3 mars 1939, död 20 maj 2020 i Katarina distrikt, Stockholm, var en svensk ekonom och tidigare professor i nationalekonomi vid Handelshögskolan i Stockholm.
Mäler disputerade 1972 vid Stockholms universitet. Han var professor i nationalekonomi 1975-1983, professor i nationalekonomi med särskild inriktning mot miljöekonomi 1983-1997 och slutligen professor i nationalekonomi 1997-2002 vid Handelshögskolan i Stockholm. Han är professor emeritus vid samma högskola.
Han var ledamot i Kommittén för Sveriges Riksbanks pris i ekonomisk vetenskap till Alfred Nobels minne 1982-1994, och dess sekreterare 1986-1987.

## Utmärkelser
- Ledamot i Kungl. Vetenskapsakademien, invald 1981